# 1899 en architecture
| Années de l'architecture : 1896 - 1897 - 1898 - 1899 - 1900 - 1901 - 1902    |
| Décennies de l'architecture : 1860 - 1870 - 1880 - 1890 - 1900 - 1910 - 1920 |

Cet article présente les faits marquants de l'année 1899 en architecture.

## Réalisations
- Allemagne : neuf immeubles d'habitation dans le style de l'historicisme à Wurtzbourg : Leistenstraße 1–9 et Leistenstraße 2–8.
- Japon : construction du Palais d’Akasaka, en pierre et selon les canons de l’architecture occidentale classique (1899-1909).

## Événements
- 4 janvier : création de l'American Society of Landscape Architects, aux États-Unis, acte fondateur de la profession d'architecte paysagiste.

## Récompenses
- Royal Gold Medal : George Frederick Bodley.
- Prix de Rome : Tony Garnier.

## Naissances
- 5 août : Mart Stam († 21 février 1986).
- 18 août : Pietro Belluschi († 14 février 1994).